# Unärsystem
|  | Dieser Artikel wurde auf der Qualitätssicherungsseite des Portals Mathematik eingetragen. Dies geschieht, um die Qualität der Artikel aus dem Themengebiet Mathematik auf ein akzeptables Niveau zu bringen. Bitte hilf mit, die Mängel dieses Artikels zu beseitigen, und beteilige dich bitte an der Diskussion! (Artikel eintragen) |

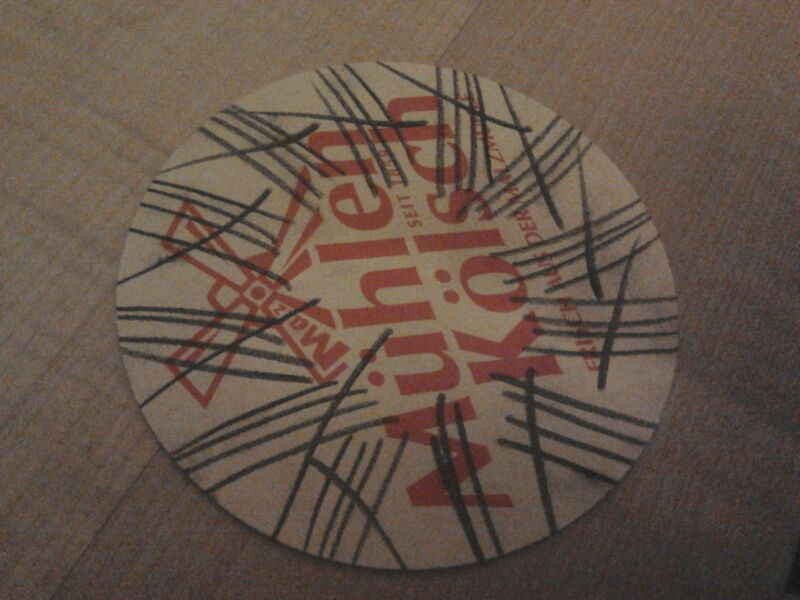
Bierdeckel mit Strichliste

Ein Unärsystem ist ein Additionssystem, in dem Zahlen mithilfe eines unären Alphabets also eines Alphabets, das aus genau einem Symbol  z. B. {1} besteht, dargestellt werden. Das unäre Alphabet bildet somit die Grundlage des Unärsystems, da jede Ziffer der Zahl durch die Wiederholung dieses einzigen Symbols repräsentiert wird.

## Beispiele
0:
1: |
4: ||||

Eins, Zwei, Drei, Vier und Fünf in unärer Schreibweise

In Strichlisten werden die einzelnen Ziffern auch zu Gruppen zu je fünf Ziffern zusammengefasst:
7: ||||||| oder |||| ||
8: |||||||| oder |||| |||
10: |||||||||| oder |||| ||||

## Praktische Anwendung
Das Unärsystem ist für einfache Zählaufgaben geeignet, da das Erhöhen einer Zahl um 1 durch einfaches Anhängen eines weiteren Symbols geschieht. Anwendung findet es z. B. als Strichliste, bei der oft zur besseren Lesbarkeit jeder fünfte Strich quer durch die vier vorherigen gezogen wird. Die entstehende Zahl ist so in Fünferblöcke gruppiert dargestellt und damit leichter überschaubar.
In der Gastronomie wird es als Bierdeckelnotation verwendet, um die Anzahl der konsumierten Biere auf dem Bierdeckel des Konsumenten in Form einer Strichliste festzuhalten.
Daneben wird das Unärsystem gelegentlich in der Informatik, insbesondere in der theoretischen Informatik verwendet, z. B. als eine Möglichkeit der Darstellung von Zahlen auf dem Band einer Turingmaschine. 
Im Gegensatz zu Stellenwertsystemen wie dem Dezimal- oder dem Dual-/Binärsystem ist es im Unärsystem nicht möglich, durch Setzen eines Kommas nicht-ganze Zahlen darzustellen.

## Besonderheiten
Wegen einiger Besonderheiten der Darstellung von Zahlen im Unärsystem ist diese Darstellung bei einigen Betrachtungen der theoretischen Informatik von Nutzen.
- Nur ein Zeichen wird zur Darstellung benötigt. Das vereinfacht das zu betrachtende Alphabet bei Berechnungen.
- Zeichen haben keine stellenabhängige Bedeutung. Bei der Zahl 123 (dezimal) hat die 1 die Bedeutung der Hunderter, die 3 die der Einer. Entfernt man eine Ziffer, z. B. die 3, dann bleibt eine 12 übrig. Die 1 hat jetzt die Bedeutung der Zehner. Dieses Problem tritt im unären System nicht auf. Die Bedeutung der Ziffern ist damit kontextfrei.
- Additionen und Subtraktionen vereinfachen sich (aus Sicht der Notation, nicht aus Sicht der zu schreibenden Zeichen). Zwei Summanden werden addiert, indem man die Zahlen einfach hintereinanderschreibt. Beispiel: 8 + 5 = 13 im unären System ist 11111111 + 11111 = 1111111111111. Zum Vergleich: im Dezimalsystem kann man nicht 8 + 5 = 85 schreiben. Bei theoretischen Betrachtungen bietet diese Eigenschaft den Vorteil, dass die bei einer Addition einmal geschriebenen Ziffern nicht mehr geändert werden müssen.
- Zwischenspeicherung von Zahlen bei abstrakten Maschinen ist seltener nötig. Beispiel: Zwei Zahlen beliebiger Größe sollen mit Hilfe einer abstrakten Maschine, z. B. einer Turingmaschine, addiert werden. Die Maschine habe zwei Eingabebänder, auf der die Summanden stehen und die – ähnlich einer Computertastatur – nur einmalig gelesen werden können, und ein Ausgabeband, auf das, ähnlich wie bei einem Drucker, nur geschrieben werden kann. Sind die Zahlen unär codiert, dann vereinfacht sich der Algorithmus zu: Kopiere das erste Eingabeband auf das Ausgabeband und kopiere anschließend das zweite Eingabeband auf das Ausgabeband. Gelesene Zeichen müssen nicht zwischengespeichert werden und brauchen auch nur einmal gelesen werden. Die Addition erfolgt kontextfrei. Zum Vergleich ist eine Addition im Dezimalsystem erheblich komplizierter. Wenn wir beispielsweise 123 + 456 (= 579) berechnen wollen, dann müssen beide Zahlen komplett eingelesen und zwischengespeichert werden. Nur so kann man feststellen, dass die 1 aus 123 und die 4 aus 456 den gleichen Stellenwert haben und daher addiert werden können und die Summe, hier 5, nicht durch die Addition der nachfolgenden Ziffern nach oben verändert wird.
- Eine positive ganze Zahl ist gleich der Stellenzahl ihrer Darstellung im unären System. Damit wird diese Darstellung schnell unhandlich. Deshalb findet das Unärsystem praktische Anwendungen nur bei kleinen Zahlen. Eine praktische Bedeutung hat sie meist dort, wo es leicht sein muss, die Zahl um 1 zu erhöhen ohne damit das bisher Geschriebene zu ändern. Wegen der hohen Stellenzahl kommt der Bierdeckelnotation im Allgemeinen eher eine Bedeutung bei theoretischen Betrachtungen der Berechenbarkeitstheorie zu.